# Ruch Naszej Ojczyzny

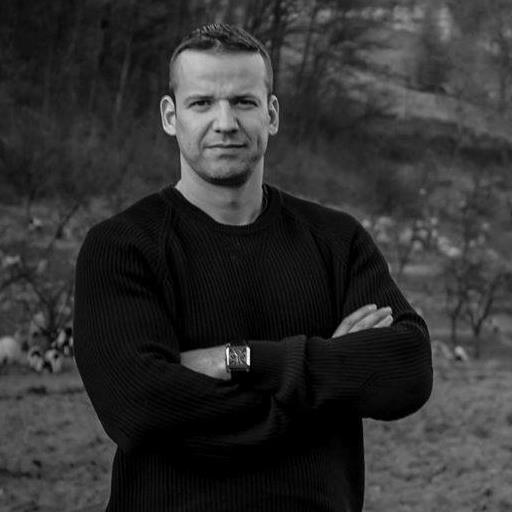
László Toroczkai, założyciel i lider partii

Ruch Naszej Ojczyzny (węg. Mi Hazánk Mozgalom, MHM) – węgierska, skrajnie prawicowa partia polityczna o profilu narodowo-konserwatywnym, głosząca hasła antyimigracyjne, antykomunistyczne i mocno eurosceptyczne. Została założona 23 czerwca 2018 przez László Toroczkaia, burmistrza wsi Ásotthalom i pomysłodawcę muru granicznego przy granicy Węgier i Serbii, po jego porażce w walce o przywództwo nad partią Jobbik.
7 listopada 2018 do partii przeszło troje posłów: István Apáti, Erik Fülöp oraz János Volner, dzięki czemu partia założyła frakcję w Zgromadzeniu Narodowym.

## Program
Mottem partii jest hasło: Każdy Węgier jest odpowiedzialny za każdego Węgra! (węg. Minden magyar felelős minden magyarért!, Dezső Szabó).
Główne punkty programu partii to:
- przywrócenie kary śmierci
- zabronienie opłat parkingowych
- reforma prawa autorskiego
- ograniczenie promocji gender

## Działacze

### Samorząd
Prezes:
- László Toroczkai

Zastępca prezesa:
- Dóra Dúró

Wiceprezesi:
- Előd Novák
- Dávid Dócs
- Zoltán Pakusza

Sekretarz generalny:
- János Árgyelán